# Apolonia Czernik
Apolonia Marta Czernik (ur. 3 marca 1947 w Tychach) – polska nauczycielka, bezpartyjna posłanka na Sejm PRL VIII kadencji.

## Życiorys
W 1977 ukończyła studia na Uniwersytecie Śląskim w Katowicach, uzyskując tytuł magistra matematyki. Pracowała jako nauczycielka, była zastępcą dyrektora szkoły podstawowej w Tychach. W wyborach parlamentarnych w 1980 uzyskała mandat poselski z okręgu wyborczego Tychy. W Sejmie pracowała w Komisji Administracji, Gospodarki Terenowej i Ochrony Środowiska oraz w Komisji Oświaty, Wychowania, Nauki i Postępu Technicznego. Pełniła również funkcję sekretarza Sejmu.